# Glenurus croesus
Glenurus croesus is een insect uit de familie van de mierenleeuwen (Myrmeleontidae), die tot de orde netvleugeligen (Neuroptera) behoort. 
Glenurus croesus is voor het eerst wetenschappelijk beschreven door Banks in 1922.